# تپه یعقوب‌آباد ۲
تپه یعقوب آباد ۲ مربوط به دوران‌های تاریخی پس از اسلام است و در شهرستان بوئین‌زهرا، روستای یعقوب آباد واقع شده و این اثر در تاریخ ۱۰ مهر ۱۳۸۰ با شمارهٔ ثبت ۴۰۹۰ به‌عنوان یکی از آثار ملی ایران به ثبت رسیده است.